# Nagelknipper

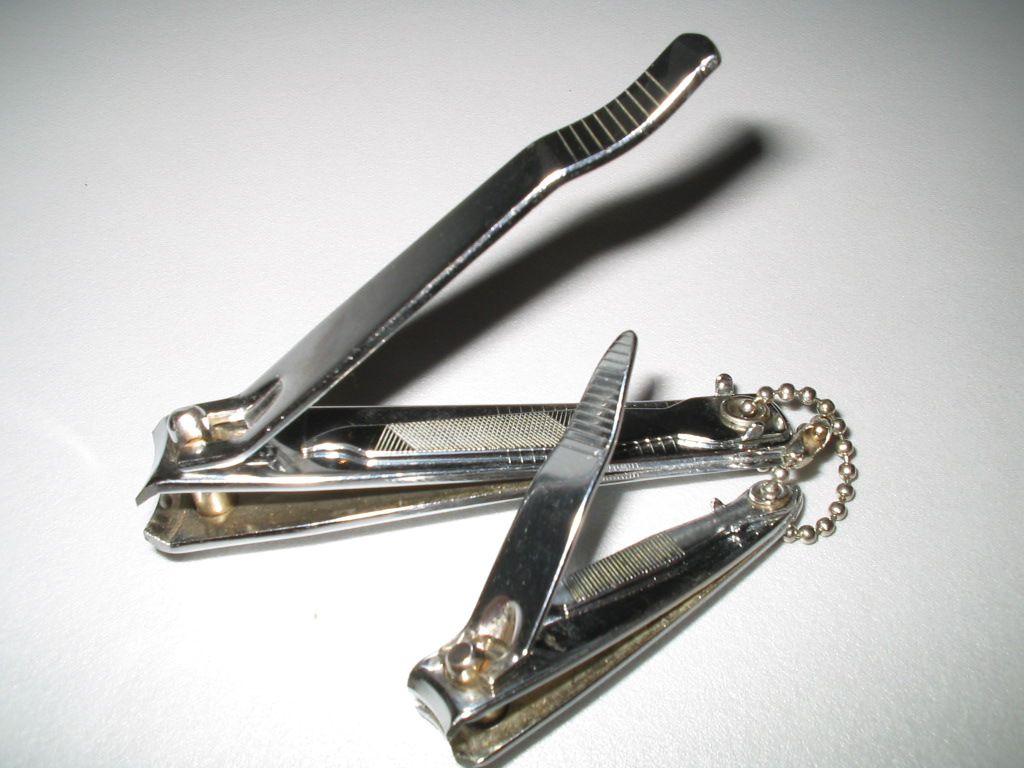
Een teen- en vingernagelknipper

Een nagelknipper is een klein stuk gereedschap met twee tegenover elkaar geplaatste licht gebogen scherpe randen, waarmee men het deel van de nagel onder het snijblad in één keer kan weg knippen. Van dit type bestaan zowel vingernagel- als teennagelknippers.
Een voordeel van het gebruik van een nagelknipper ten opzichte van een nagelschaar is dat men daarmee de nagels van de rechterhand veel makkelijker kan knippen dan met een normale nagelschaar, aangezien vrijwel alle nagelscharen gemaakt zijn voor rechtshandig gebruik.
Vaak zit er op een nagelknipper ook een klein nagelvijltje om eventuele scherpe randjes af te vijlen.